# Солтис Ярослав Андрійович
Яросла́в Андрі́йович Со́лтис (нар. 1 вересня 1948 року в с. Бичківці Чортківського району Тернопільської області) — український співак, народний артист України (2008), заслужений працівник культури України.

## Життєпис
Ярослав Солтис народився 1 вересня 1948 року в с. Бичківці на Тернопільщині. У 1963—1967 роках навчався на хоровому відділенні Теребовлянського культупно-освітнього училища.
Після служби в армії, з грудня 1969 року, працює солістом хору Заслуженого академічного Буковинського ансамблю пісні і танцю України.
Заочно закінчив хормейстерський факультет Київського інституту культури.
Разом з колективом ансамблю успішно гастролював по найбільших концертних залах колишнього Радянського союзу і за кордоном.
У 2002 році заключив контракт з хором «DON KOZAKEN», що базується в Німеччині, і як провідний соліст успішно працював в цьому колективі по грудень місяць 2005 року. Як соліст цього хору виступав в найкращих концертних залах Європи. Після закінчення контракту продовжив свою творчу діяльність у Буковинському ансамблі пісні і танцю України, з яким, зокрема, виступав у Тернополі на відкритті Співочого поля (1986), на святкуванні його 20-річчя (2006), Шевченківському літературно-мистецькому святі (2007).

## Відзнаки
- Заслужений артист України (1997)[2];
- Народний артист України (2008);
- Заслужений працівник культури України (1986);
- Лауреат літературно-мистецької премії ім. С. Воробкевича (1999).
- грамота Міністерства культури України;
- грамота Кабінету Міністрів України[3];
- Відзнака Президента України — ювілейна медаль «25 років незалежності України» (2016).[4]